# Коконопряд малинный
Коконопряд малинный (лат. Macrothylacia rubi) — крупная ночная бабочка семейства коконопрядов.

## Описание

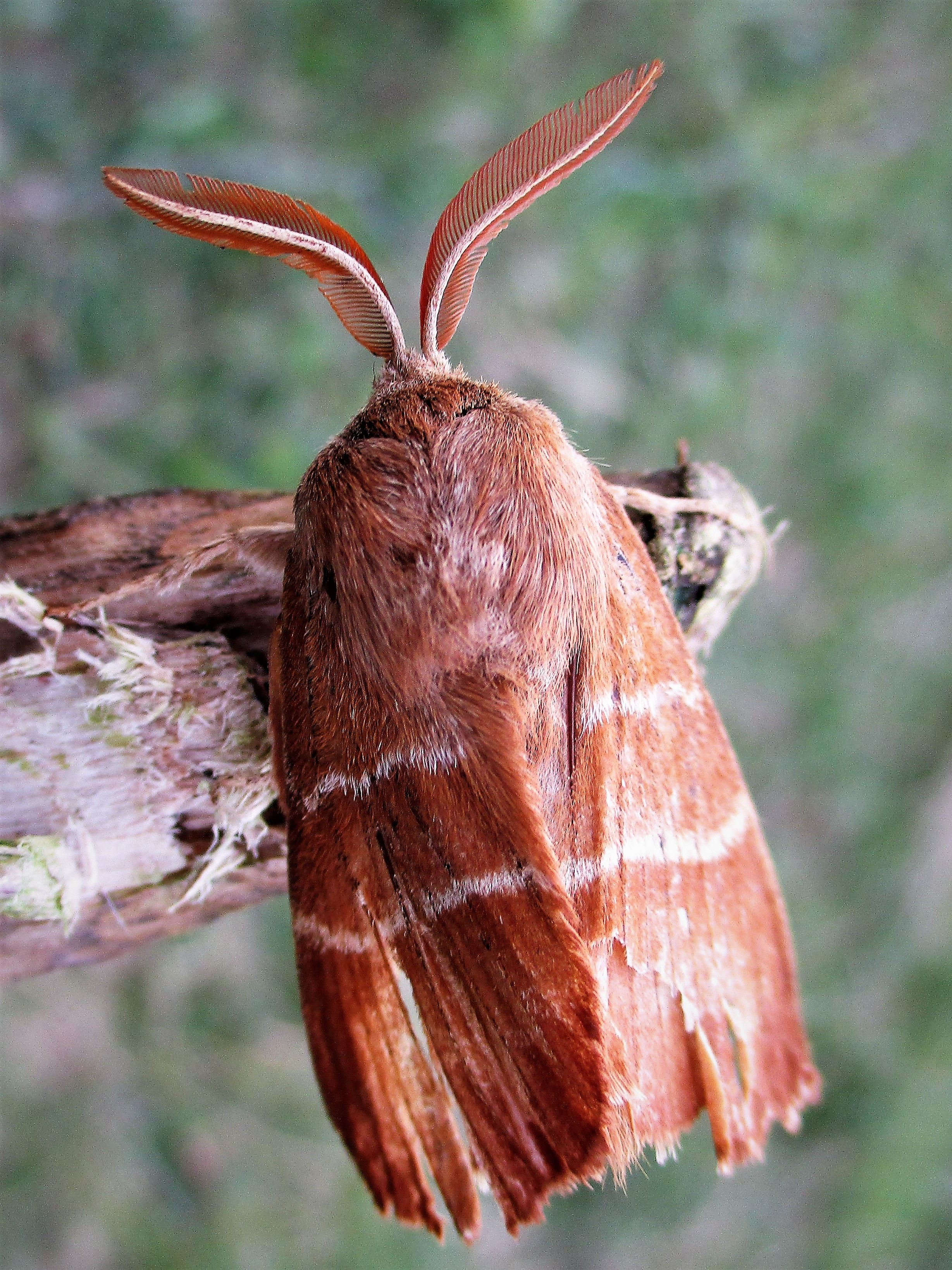

Размах крыльев самца 42-50 мм, самки 55-65 мм. Передние крылья ржаво-бурые или буро-серые, пересекаются двумя почти прямыми светлыми линиями, задние — однотонные, бурые, без полосок. Брюшко серое, мохнатое, толстое.

## Распространение

### Ареал
Вид распространён в умеренной зоне Европы, в Сибири, на восток до Амурской области, в Северной Африке, Малой Азии, Казахстане, Закавказье (субтранспалеарктический полизональный вид).

### Места обитания
Обитает в смешанных и мелколиственных лесах, по лесным вырубкам, в садах и парках.

## Биология
Бабочки летают днём, а также вечером, когда нередко прилетают на свет уличных фонарей.
Даёт одно поколение в год. Летает с середины мая по начало июля.

### Размножение
Самка откладывает яйца небольшими группами на ветви и стебли кормовых растений. Эмбриональный период — 15 дней. Гусеница встречается в конце лета и осенью. Туловище бархатисто-чёрное, густо покрыто длинными волосками. У молодых гусениц на каждом членике имеются красно-оранжевые пояски, голова чёрная. Гусеница последнего возраста достигает длины 50-60 мм. После зимовки зрелые гусеницы не питаются, и вскоре окукливаются. Куколка чёрного цвета, с короткими волосками на конце брюшка, лежит в мягком светло-коричневом коконе на поверхности почвы или среди сухих прошлогодних листьев.
Кормовые растения гусениц — малина, ежевика, черника, земляника, голубика, дуб, различные виды ив, щавеля, лапчатки, и многие другие травянистые растения.

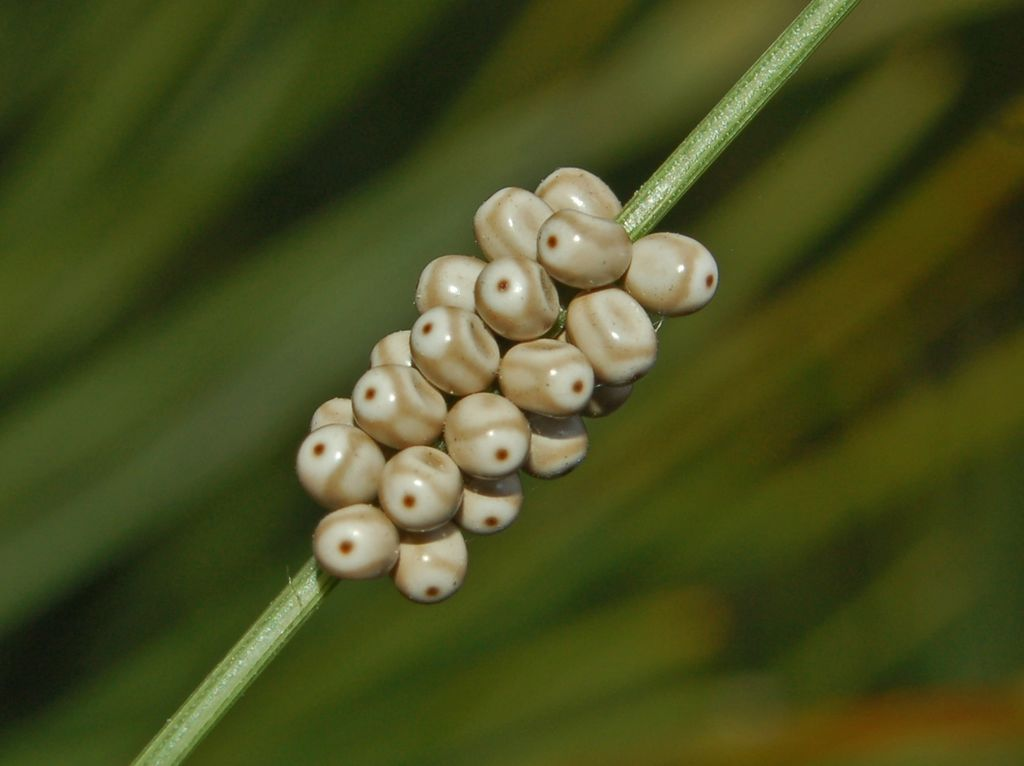
Кладка яиц
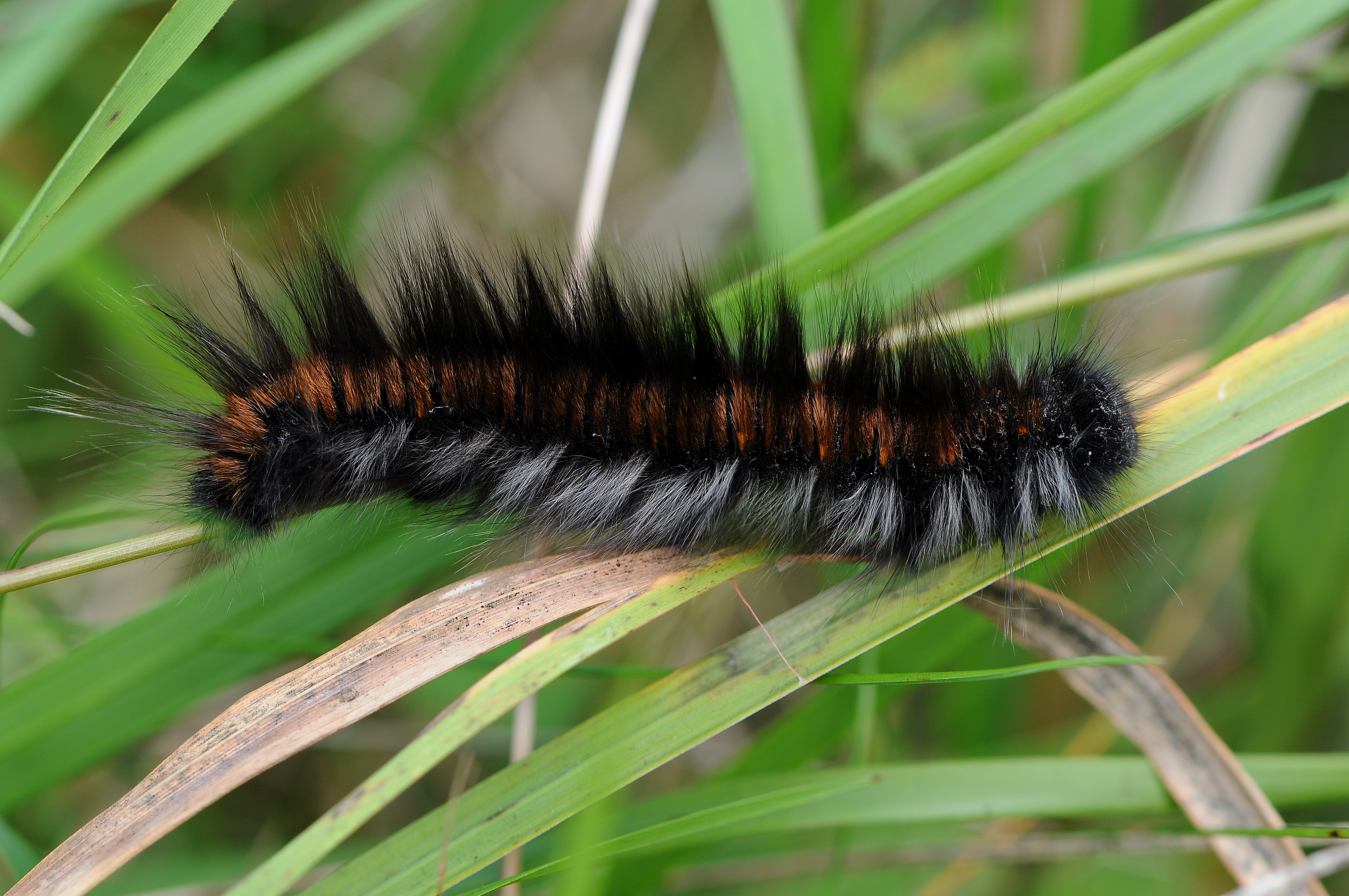
Гусеница
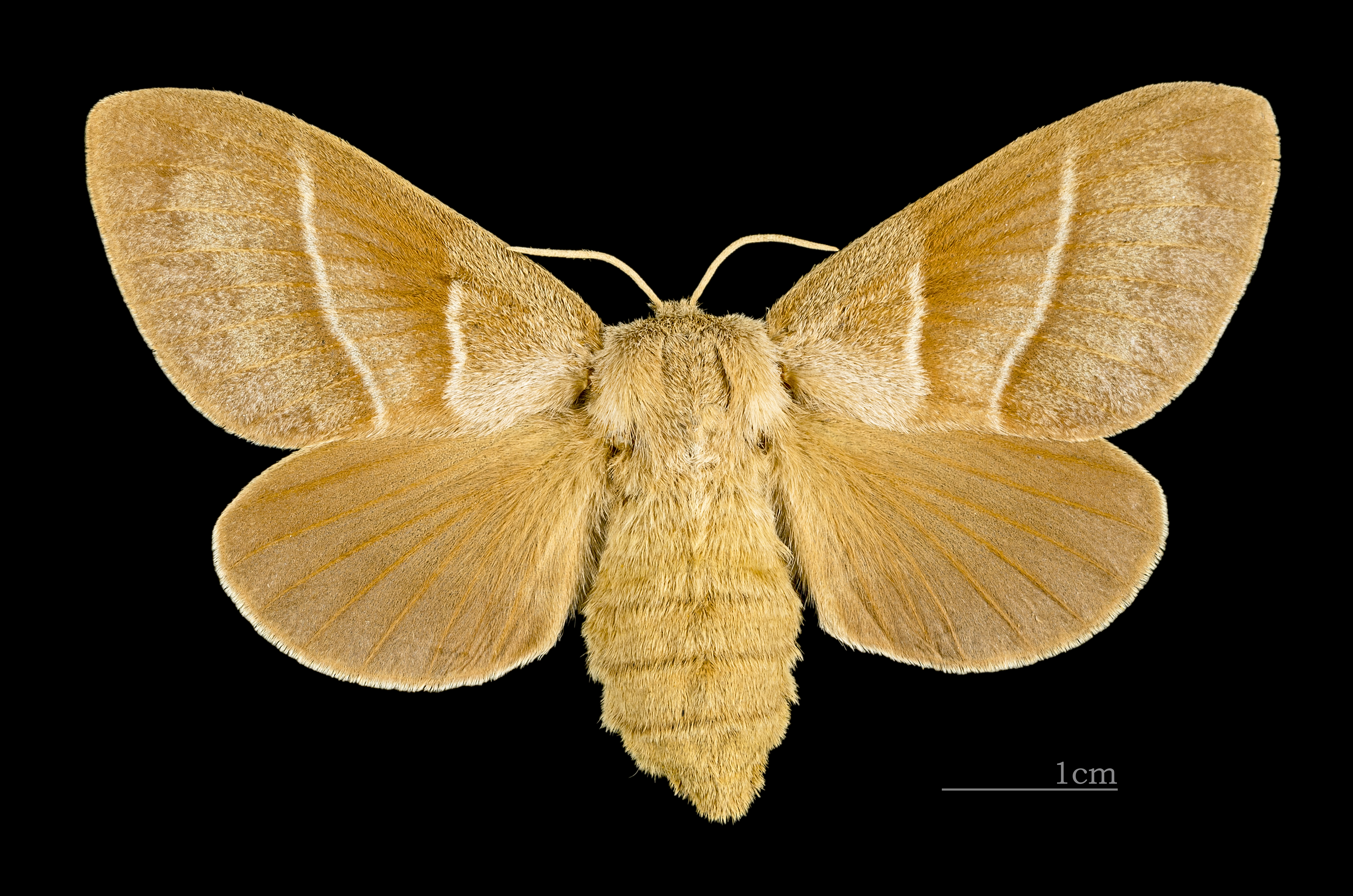
Имаго. Самка
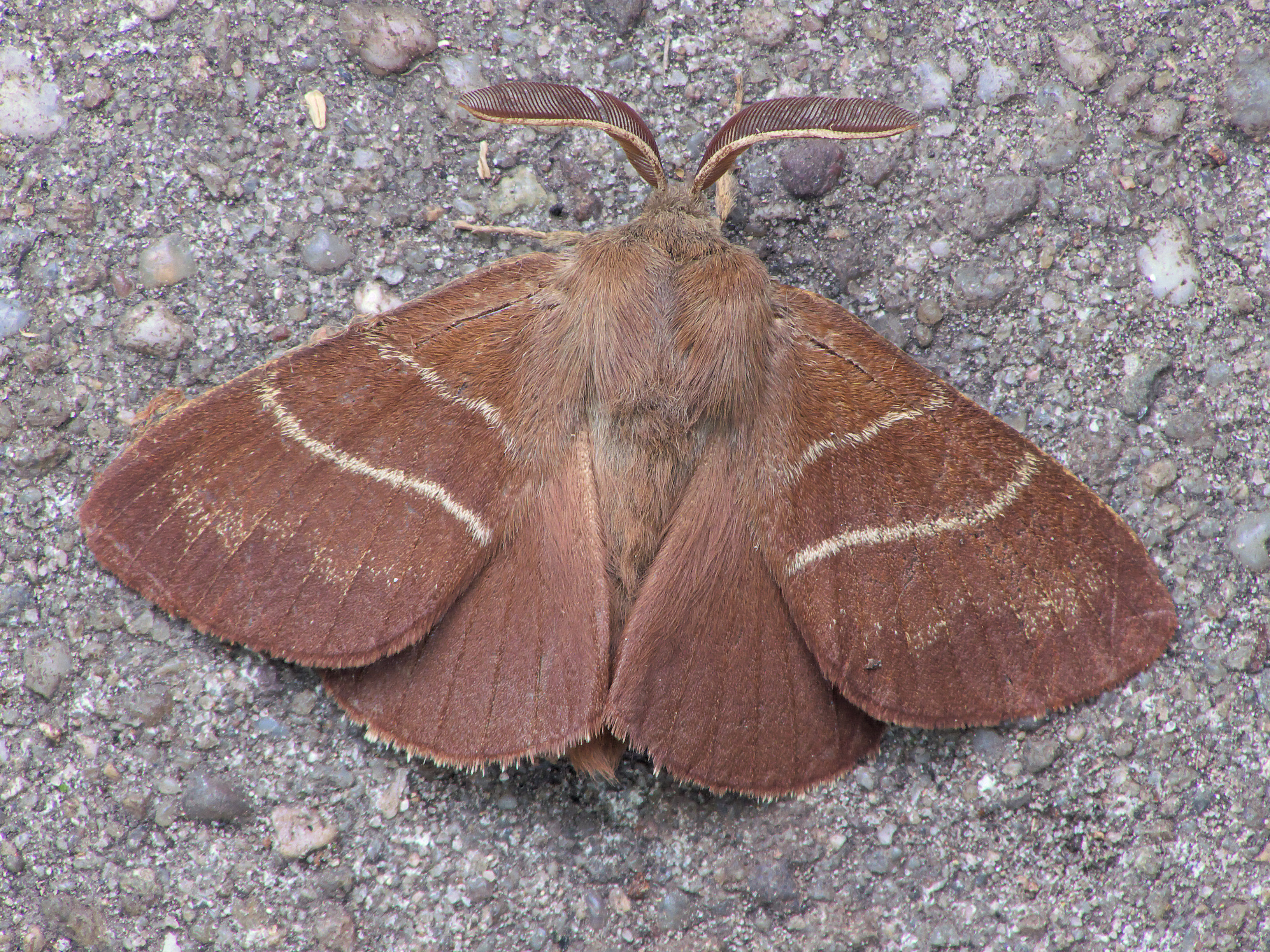
Имаго. Самец